# 美濃隕石
美濃隕石（みのいんせき）は1909年（明治42年）7月24日の午前5時44分頃、岐阜県美濃地方の現在の岐阜市、美濃市、関市、山県市などの地域に落下した隕石雨である。南西から白煙をひく火球が目撃され、隕石の落下が目撃された。幅4km、長さ12kmの範囲の地域で29個の隕石が回収され、最大のものは4.04kg、トータルで14.29kgが回収された。L6に分類される普通コンドライトである。
当時の藍見村極楽寺に落下したものが藍見号/Aimi(藍見)と呼ばれ、他の各隕石にはAtobe、Hachiman、Hiromi、Itumi、Iwa、Izumi、Taromaruなどの名前がつけられ、ロンドン自然史博物館の隕石カタログに登録されている。4.04kgの藍見号は国立科学博物館に展示されている。

## 関連文献
- 『隕石の見かた・調べかたがわかる本―藤井旭の天体観測入門』藤井旭　著(2010年)